# 高校生映画コンクール
高校生映画コンクール（こうこうせいえいがコンクール）とは全国の高校生を対象とした自主制作映像作品のコンクールである。対外的には「映画甲子園」の呼称で親しまれており、全国的に認識されている。2006年から2022年度までに17大会が開催された。

## 概要
特定非営利活動法人学校マルチメディアネットワーク支援センター（SMN）が創始し、特定非営利活動法人映画教育振興会（CEDS)に継承され、2008年からは早稲田大学も主催者に加わって開催されていた高校生の映画コンクール。
SMNの創立者でプロデューサーの大崎徹哉が2005年に創始した高校生創作音楽コンテスト（音楽甲子園）の開催に刺激を受けた奈良県の高校映画部に所属する生徒から「放送のコンクールはあるのに映画のコンクールはなく、文化祭で発表するしか目標がない。映画甲子園を開催してほしい。」という手紙をもらったことを契機に、下北沢トリウッド、ポレポレ東中野の支配人で学生映画の作品や無名の新人監督に発表の機会を与え、新海誠など多くの新人監督を発掘した大槻貴宏を飛び込みで訪問して映画甲子園の構想を相談し、協力を得て2006年、経済産業省、文化庁の後援、一般社団法人日本映画製作者連盟、特定非営利活動法人映像産業振興機構（VIPO）の協力、中央出版株式会社の特別協賛を受けて創設された。
17回開催された大会に出展された映像作品の総数は２000作品を超え、全国から参加した高等学校の数は400校あまり。回を重ねるごとに「高校生の映画の大会」として知名度は高まり、「伝統」と「格式」を誇る全国大会であった。

## 表彰式開催日・会場
| 回数   | 開催日         | 開催会場                                 |
| ------ | -------------- | ---------------------------------------- |
| 第1回  | 2006年8月24日  | 武蔵野公会堂パープルホール               |
| 第2回  | 2007年11月23日 | イマジンスタジオ（ニッポン放送）         |
| 第3回  | 2008年11月23日 | 北沢タウンホール                         |
| 第4回  | 2009年11月22日 | 早稲田大学西早稲田キャンパス（56号館）   |
| 第5回  | 2010年11月28日 | 早稲田大学大隈記念講堂 大講堂            |
| 第6回  | 2011年12月28日 | 早稲田大学大隈記念講堂 大講堂            |
| 第7回  | 2012年11月23日 | 早稲田大学大隈記念講堂 大講堂            |
| 第8回  | 2013年11月24日 | 早稲田大学大隈記念講堂 大講堂            |
| 第9回  | 2014年11月8日  | 早稲田大学大隈記念講堂 大講堂            |
| 第10回 | 2015年12月19日 | 早稲田大学西早稲田キャンパス（63号館）   |
| 第11回 | 2016年12月24日 | 早稲田大学国際会議場（井深大記念ホール） |
| 第12回 | 2017年12月26日 | 早稲田大学国際会議場（井深大記念ホール） |
| 第13回 | 2018年11月4日  | 早稲田大学国際会議場（井深大記念ホール） |
| 第14回 | 2019年12月26日 | 早稲田大学国際会議場（井深大記念ホール） |
| 第15回 | 2021年1月18日  | WEB開催（映画甲子園特設サイト）          |
| 第16回 | 2022年1月8日   | WEB開催（映画甲子園特設サイト）          |
| 第17回 | 2023年1月6日   | WEB開催（映画甲子園特設サイト）          |

※表彰式当日には最終審査も行なった。

## 基本データ

### 歴代最優秀作品賞受賞作品及び受賞校
第１回　『およそ自分』　暁星高等学校（東京）
第２回　『ワッショイ！』　慶應義塾高等学校（神奈川）
第３回　『第三の眼 –the third eye- 』　慶應義塾高等学校
第４回　『seven segment colors』　新潟県立長岡高等学校
第５回　『下村物語Kの軌跡／無限の可能性』　埼玉県立松山高等学校
第６回　『ページのはしのうさぎ』　沖縄県立開邦高等学校
第７回　『リテイク・シックスティーン』　東京都立戸山高等学校
第８回　『just a ゆとり17 』　東京都立六本木高等学校
第９回　『瞳の中の記憶』　埼玉県立芸術総合高等学校
第10回 『G棟のうわさ』　東京都立橘高等学校
第11回 『RE : START』　箕面自由学園高等学校（大阪）
第12回 『落とし物は、誰のもの？』　成城学園高等学校（東京）
第13回 【自由作品部門】『日輪の下に』　埼玉県立川越高等学校
　　　　【短編作品部門】『ぼく at トイレ』　明星高等学校(大阪) 
春第1回 『人をつなぐ』　東京都立橘高等学校
第14回 『独り占め』　千葉県立小金高等学校
第15回 『フラジャイル・ハートな世界で』　茨城県立笠間高等学校
第16回 『Simp for...?』　法政大学第二高等学校（神奈川）
第17回 『Statice』　共立女子高等学校（東京）

### 歴代優秀作品賞受賞作品および受賞校
第１回　『ウィッシュ バニッシュ ラビッシュ』　千葉県立幕張総合高等学校
第２回　『おかえり』　成蹊高等学校（東京）
　　　　『お面』　福岡県立修猷館高等学校
第３回　『Love Story² 』　埼玉県立芸術総合高等学校
第４回　『赤点ヒーロー』　沖縄県立開邦高等学校
　　　　『さくら』　埼玉県立深谷第一高等学校
第５回　『ダジャレ ウォーズ』　作新学院高等学校（栃木）
　　　　『漂泊』　慶應義塾高等学校
第６回　『ひとりごと』　沖縄県立那覇国際高等学校
　　　　『ナチュラルクラブ』愛知県立千種高等学校　
第７回　『フォークレイチェルロマネスコ』　愛知県立千種高等学校
　　　　『ぼくらが見た東松島－葛藤』　埼玉県立松山高等学校
第８回　『DIPLOMA』　横浜インターナショナルスクール （神奈川）
　　　　『トライアングルHR』　米子工業高等専門学校（鳥取）
第９回　『涙雨 ナダヌアミ』　沖縄県立開邦高等学校
　　　　『ブルーにこんがらがって』　法政大学第二高等学校（神奈川）
第10回 『innocence』　愛知県立昭和高等学校
　　　 『SYNCHRONICITY』　日本大学鶴ケ丘高等学校（東京）
第11回 『The other side』　愛知県立昭和高等学校
　　　 『だから、俺は。』　山村学園高等学校（埼玉）
第12回 『ダルマ落とし』　千葉県立小金高等学校
第13回【自由作品部門】  
　　　 『私の虜』 成城学園高等学校（東京） 
　　　 『What are you up to?』 千葉県立小金高等学校
　 　    【短編作品部門】
　　　 『インコと電話』 関西学院高等部（兵庫）
　　　 『インスタント・フレンド』 明星高等学校(大阪)
春第1回 『いつまでも心に残る風景を』 鹿児島県立指宿高等学校
　　　   『再生』 千葉県立佐倉高等学校
 第14回 『かたおもいが終わる時』成城学園高等学校
　　　  『校歌を歌おう』埼玉県立川越高等学校
　　　  『二人』 鎌倉学園高等学校（神奈川）
第15回 『門班』埼玉県立川越高等学校
　　　 『Amaro e dolce』成城学園高等学校
　　　 『MIX』共立女子高等学校（東京）
第16回 『きみの⼀部とわたしの全部』成城学園高等学校
　　　 『鱗』愛知県立昭和高等学校
　　　 『RE:DUMMY』正則学園高等学校（東京）
第17回 『溺れるほどに愛してる』法政大学第二高等学校

## 映画甲子園2006（第1回）
第１回大会には78作品の出展があったが、その背景には募集の段階からマスコミから注目を集め、４大紙と各地方紙などに紹介記事が掲載された他、地方テレビ局、FM・AMラジオ局等に取り上げられるなど、本大会に対する社会的な関心の高さがあった。出展作品は全てDVカメラ撮影、PCを使ったデジタル編集により制作されており、学校現場における映像制作のデジタル化が深く浸透していることをうかがわせる結果となった。技術的な観点からは、特に編集技術の稚拙さが目立つ作品が多く見られ、指導教諭の間からはこの分野での指導者不足を懸念する声が聞かれただけでなく、本大会に併せて技術指導など全体のレベルを底上げする場を設けることを求める意見も聞かれ、早稲田大学との連携につながった。表彰式にはNHK及びTBSの取材が入り、NHKの首都圏ネットワークとTBS系『筑紫哲也 NEWS23』で特集報道された。
第1回大会からは、優秀作品賞等を受賞した『ｳｨｯｼｭ ﾊﾞﾆｯｼｭ ﾗﾋﾞｯｼｭ』と規定時間をほんのわずかに超過したために惜しくも選外となったが大槻貴宏が激賞し、後日トリウッドでロングラン上映されてジェネオンエンタテインメントから販売もされた『虹色★ロケット』の2作を監督した伊藤峻太（千葉県立幕張総合高等学校）と撮影賞と編集賞を受賞した『パンプキンラブ』を監督した森岡龍（成蹊高等学校）が巣立っている。
この大会は審査員に寺脇研、宮台真司、戸梶圭太、志摩敏樹らを迎えて、夏に開催された。

### 主な贈賞結果
- 最優秀作品賞
  - 『およそ自分』（暁星高等学校）
- 優秀作品賞
  - 『ウィッシュバニッシュラビッシュ』（千葉県立幕張総合高等学校）
- 主催者賞
  - 『自販機』（作新学院高等学校）
- 特別協賛賞
  - 『扉の向こう』（名古屋大学教育学部附属高等学校）
  - 『ウィッシュバニッシュラビッシュ』
  - 『言の葉を波にのせて』（山口県立下松高等学校）
- 高校生審査賞
  - 『恋愛 Manual Planner』（沖縄県立開邦高等学校）

他にも『勝負っ!』（早稲田大学高等学院）、『魔神裁判』（法政大学第二高等学校）、『SCHERZO 〜風のいたずら〜』（東京都立小石川高等学校）、『SWitCH』（大分県立大分舞鶴高等学校）、『チャレンジ角野』（東京都立竹早高等学校）など、全部で78もの作品が出展された。

## 映画甲子園2007（第2回）
第2回大会は、2007年3月12日から9月30日にかけて募集され、審査員として滝田洋二郎、奥田誠治、掛須秀一、朝川朋之らを迎えて開催。前回を上回る112作品が43都道府県107の高校から出展され、「全国大会」と呼ぶに相応しい規模の大会となった。その後一次審査通過作品として32作品が残り同年11月23日に有楽町のイマジンスタジオでの表彰式に前後して11月17、24、25日にイマジンスタジオ、秋葉原Akiba 3D Theaterの2会場で一次審査通過全作品とプレミア上映招待各作品の上映会を実施した。またこの大会から、「佳作」「男子助演賞」「女子助演賞」「奨励賞」が新設された。
前回大会がマスコミの注目を集め、様々なメディアを通じて報道されたために本大会の認知が拡大したことと前回大会で多くの指導教員から要望のあった大会開催時期を秋にずらしたことで夏休みを制作期間に当てることが可能になったために、高校生が本大会を目標にした部活動の年間スケジュールを組むようになったことが挙げられる。
今大会において特筆すべきは、前回大会の反省から審査体制を見直し、①映画を構成する各要素を専門的な視点から審査できること　②現役で活躍し、高校生も知っている作品の制作に関わっていること　③自らも自主制作映画の経験を有し、教育的観点から高校生にアドバイスができることなどを要件に審査員の選定に当った結果、監督部門では大会の翌年2008年に公開された『おくりびと』で2009年の日本アカデミー賞で最優秀作品賞・最優秀監督賞を受賞し、第81回アカデミー賞では日本映画初の外国語映画賞を受賞した日本を代表する映画監督の滝田洋二郎、企画部門では『ALWAYS 三丁目の夕日』や数多くのジブリ作品をプロデュースした映画プロデューサーの奥田誠治など当代一流の映画人の方々が審査を担当した。
この大会には@niftyとニッポン放送が特別参加し、@niftyは映画甲子園応募者全員に「ココログ」でのブログサービスの提供や@nifty動画共有での予告編の配信を行った。ニッポン放送はイベントに連携して「映画甲子園への道」のラジオ放送とウェブコンテンツ配信を行ったほか、表彰式と作品上映会場として有楽町のイマジンスタジオを提供した。表彰式後にはレセプションが行われ、出展者間の交流も図れ、高校生の映画の祭典に相応しい大会となり、参加者からは、多くの喜びの声が聞かれた。第2回大会からは一次審査を通過した全作品を「入選」とし、また一次審査を通過しなかった作品にも審査員から評価を受けると「佳作入選作品」として賞状が授与されるようになった。
第2回大会からは、最優秀作品賞を受賞したほか、企画賞、撮影賞、美術賞、編集賞など数多くの賞を受賞し、審査員をうならせた『ワッショイ！』を監督した奥山由之（慶應義塾高等学校）が巣立っている。

### おもな贈賞結果（抜粋）
- 最優秀作品賞
  - 『ワッショイ!』（慶應義塾高等学校）
- 優秀作品賞（2作品）
  - 『お面』（福岡県立修猷館高等学校）
  - 『おかえり』（成蹊高等学校）
- 企画賞
  - 『ワッショイ!』
- 監督賞
  - 『お面』
- 脚本賞
  - 『おかえり』
- 男子演技賞（2作品）
  - 『神話/21gの代償』（愛知県立千種高等学校）
  - 『おかえり』
- 女子演技賞
  - 『運命のチョコ』（徳島県立徳島中央高等学校）

- 高校生審査委員賞
  - 『天使達の出会う場所』（沖縄県立開邦高等学校）
- 中央出版株式会社賞
  - 『ワッショイ!』
- HLS株式会社賞
  - 『神話/21gの代償』
- IDOMコーポレーション株式会社賞
  - 『天使達の出会う場所』
- SMN賞
  - 『傍目』（金沢学院東高等学校・金沢工業高等専門学校(現国際高等専門学校)・金沢高等学校・金沢大学教育学部附属高校・石川県立工業高等学校・石川県立野々市明倫高等学校・星稜高等学校・遊学館高等学校・石川県立金沢泉丘高等学校）
- 奨励賞（2作品）
  - 『充電池人間』（東京都立六本木高等学校）
  - 『Kyousei（仮）』（高輪高等学校）

最多獲得は『ワッショイ!』（慶應義塾高等学校。最優秀賞、部門賞4、特別賞1の計6冠。ほか部門ノミネート3）

## 映画甲子園2008（第3回）
第3回大会は１９２作品が出展された。その背景としては大会共催者に早稲田大学を迎えたために、高校生にとって本大会がより身近な存在になったことが挙げられる。
今大会において特筆すべきは、監督部門：滝田洋二郎、企画部門：奥田誠治、撮影部門：芦澤明子、美術部門：稲垣尚夫、編集部門：掛須秀一、音楽部門：中村暢之など当代一流の映画人が特別講師となり早稲田大学西早稲田キャンパスの教室を使って「セミナー」を実施したことが挙げられる。この試みは高校生映画の一層のレベルアップに直結するものとなった。
また大会後の2009年3月（春休み）にVIPOが実施した「学生のための映像セミナー09」には2年生が制作し入選した作品の中から５校５作品の制作者各３名、計１５名が選抜され参加した。作品名、学校名、代表者名は以下のとおり。
『試験管ベイビー』大阪国際大和田高等学校（二宮健）『机』埼玉県立松山高等学校（名田悠亮）『宇宙大怪獣ハジラ』大阪市立工芸高等学校（石井那王貴）『3ミリじょーぎ』早稲田大学高等学院（五十嵐浩之）『第三の眼』慶應義塾高等学校（田中博巳）
以上の他、SMN推薦として『冷やしちゅう、か？』を制作した東京女学館高等学校の高杉麻子が単独で参加した。
さらに本大会後には「映画甲子園スカラシップ」として、最優秀作品賞を受賞した慶應義塾高等学校・Tetra Film Studioに特別協賛社の中央出版株式会社から映画制作費が授与され、映画監督の佐野智樹、ポストプロデューサーの掛須秀一の実技指導を受けて日本クラウンabsorbの楽曲『桜ノ雨』とタイアップした同名映画をオリジナル脚本：白濱一樹、監督：田中博巳（いずれも慶應義塾高等学校）で制作した。
第3回大会からは、『充電池人間』（第2回大会奨励賞）『東京タワーと妖怪少年トチオ』（第3回HLS SPORTS賞）を制作した内田清輝が巣立った。

### おもな贈賞結果（抜粋）
- 最優秀作品賞
  - 『第三の眼 - the third eye - 』（慶應義塾高等学校 TETRA FILM STUDIO）
- 優秀作品賞
  - 『Love Story²』（埼玉県立芸術総合高等学校 映像芸術科）
- SMN賞 
  - 『世界が生まれ変わるまで』（埼玉県立芸術総合高等学校 映像芸術科）
- 中央出版株式会社賞 
  - 『憧憬』（慶應義塾志木高等学校 空まにあ）
- HLS株式会社賞
  - 『がんばれ！三高調査隊』（青森県立三本木高等学校）
- 高校生審査員賞
  - 『裏写真部』（作新学院高等学校 Beans）
  - 『3ミリじょ～ぎ』（早稲田大学高等学院 映画研究部）

＜部門賞＞
● 監督賞 「試験管ベイビー」
学校名：大阪国際大和田高等学校 映画研究部 
● 男子演技賞　「試験管ベイビー」
学校名：大阪国際大和田高等学校 映画研究部
● 女子演技賞 「REST」
学校名：埼玉県立芸術総合高等学校 映像芸術科
● 男子助演賞 「試験管ベイビー」
学校名：大阪国際大和田高等学校 映画研究部
＊コンクール初の二人が複数受賞。
● 女子助演賞「REST」
学校名：埼玉県立芸術総合高等学校 映像芸術科
● 脚本賞 「紙袋」
学校名：共立女子高等学校 チーム爽快感 
● 編集賞 「Love Story²」
学校名：埼玉県立芸術総合高等学校 映像芸術科 
● 音楽賞 「憧憬」
学校名：慶應義塾志木高等学校 空まにあ 
● 美術賞 「第三の眼 - the third eye -」 
学校名：慶應義塾高等学校 TETRA FILM STUDIO 
● 撮影賞 「せみ」
学校名：埼玉県立新座総合技術高等学校 映像技術研究部 
● 企画賞 「Love Story²」
学校名：埼玉県立芸術総合高等学校 映像芸術科

## 映画甲子園2009（第4回）
第4回大会には前回大会の１９２作品を上回る２２１作品が出展され、過去最大の大会となった。その背景としては、前回大会の終了後に参加校に対してだけでなく、全国の高校で映画を制作しているクラブ等に対しSMNが年10回発行していた機関誌『Ss’（エスィーズ）』（国会図書館から購入依頼を受け、発行全巻を寄贈）を通じて「映画甲子園」の詳細をレポートしたことと大会HP上で過去作品や審査員へのインタビュー動画を配信したことなどが挙げられる。
今大会において特筆すべきは、これまでの映画研究部や自主制作団体中心の参加に加え、放送部・放送委員会の参加が増加した点である（前回８校に対し今回１５校）。これは映画甲子園が「本格的な映画・映像作品の大会」であるという認知が広まったことと「環境」をテーマとしたショートムービー部門（3分以内の映像作品を対象）が放送部・放送委員会の活動に合致したためと考えられる。
第4回大会からは、前述のVIPOの映像セミナーに参加した二宮健（大阪国際大和田高等学校）、石井那王貴（大阪市立工芸高等学校）、田中博巳（慶應義塾高等学校）、高杉麻子（東京女学館高等学校）が巣立った。

#### 一次審査通過作品
『Love Sick Summer』都立竹早高等学校／『扉』錦城高等学校（東京）／ 『LITTLE CONVERSATION』『窓際』『Seventh Wonder』『3 three』『hide』『無機何学』以上、埼玉県立芸術総合高等学校／『TEENAGER』明治大学付属中野八王子高等学校／『It’s a Drug World』『消失刺激忘却トンネル』以上、都立久留米西高等学校／『迷宮レストラン』神奈川県立弥栄高等学校／『ソラ』川口市立川口総合高等学校／『リンク』長野県上田東高等学校／『Module』作新学院高等学校（栃木県）／『虫歯』明治大学付属明治高等学校／『おくりもの』桐朋女子高等学校（東京）『17才の夏に』『Please Mr.Juiceman』以上、埼玉県立松山高等学校／ 『さくら』埼玉県立深谷第一高等学校／『ひとまず凌げ！』慶應義塾高等学校（神奈川）『ギブ・アップ・ボーイズ』早稲田大学高等学院（東京）／『大惨事世間大戦』名古屋市立中央高等学校昼間定時制課程／『STOPPING ELEVATOR』大阪国際大和田高等学校／『大阪防衛指令 ハジラ対ハゲラ』大阪市立工芸高等学校／『わたしが伝えたいこと。』宮崎県立都城商業高等学校／『何色世界』ノートルダム清心高等学校（広島）／『自追いの儀』秋田県立秋田高等学校／『はいずり姫』北海道文教大学清明高等学校／『赤点ヒーロー』沖縄県立開邦高等学校／『Dreamer』比叡山高等学校（滋賀）／『7 ～Seven～』北海道旭川工業高等学校／『seven segment colors』新潟県立長岡高等学校／『乙女ハ、愛ス。』鹿児島県立松陽高等学校

#### 最終（二次）審査結果
＜作品賞＞
最優秀作品賞：「seven segment colors」／優秀作品賞：「さくら」「赤点ヒーロー」
＜部門賞＞
企画賞・編集賞： 「ひとまず凌げ！」／脚本賞：「seven segment colors」／特撮賞：「窓際」
美術賞：「大阪防衛指令 ハジラ対ハゲラ」／撮影賞・男子助演賞「乙女ハ、愛ス。」
女子演技賞「赤点ヒーロー」／女子助演賞「hide」／監督賞：「ギブ・アップ・ボーイズ」
企画部門審査員特別賞（奥田賞）：「自追いの儀」
特撮部門審査員特別賞（岡部賞）：「大阪防衛指令 ハジラ対ハゲラ」
＜特別賞＞
中央出版株式会社 特別協賛社賞：「seven segment colors」
HLS株式会社 SPROUTS賞：「大惨事世間大戦」
IDOMコーポレーション株式会社 JUMP賞：「Love Sick Summer」
株式会社ワクシス・エンタープライズ PLEASANT賞：「大阪防衛指令 ハジラ対ハゲラ」
株式会社スマークルネットワーク SPARKLE賞：「迷宮レストラン」
株式会社ブルーミィコミュニケーション BLOOM賞：「ソラ」
株式会社Wegow CONTRIVE賞：「何色世界」
高校生審査員賞：「ギブ・アップ・ボーイズ」
早稲田大学ブロードバンドネットワーク研究所賞：「Dreamer」
学校マルチメディアネットワーク支援センター賞：「17才の夏に」

## 映画甲子園2010（第5回）
第5回大会は、全国の70校から規定作品（環境映像）部門・自由作品部門併せて177作品が出展され、賑やかな大会であった。初出展校は25校（35.7％）で、「映画甲子園」が映画の自主制作を行なう高校生に浸透の度合いを深めていることが窺われた。
作品テーマはバラエティに富んでおり、友情、恋愛、夢・将来の目標といった毎日の生活の中に存在するものをテーマにし、等身大の高校生を描いている作品もこれまで同様に多い。しかしこれまでの作品傾向と明らかに異なるのは「いじめ」「自殺」をテーマにした、あるいは作中で一つのキーワードとして使用されている作品が割合的に減っている点である。一方でコメディを中心とした明るく前向きで楽しい作品が増加しており、これは映画のエンターテイメント性を理解し、「観る人を楽しませたい」との思いで映画を制作する高校生が増えたためであると考えられる。今大会で初めて「西部劇」も出展された。また、今回の最優秀作品はドキュメンタリーだが、映画には様々なジャンルがあり、フィクション・ノンフィクションに関わらず、映画甲子園ではどのようなジャンルの作品も同列に扱うことが示された。
技術的な面でいえば、撮影・編集・演技の技量は全体的に上がっているが、音声の収録と音楽・効果音を使った演出については残念ながらあまり技術的な向上は見られない。校内の環境音（部活動の声・音や、机・椅子を動かす音など）でセリフがかき消されていたり、せっかくのアフレコも映像と合っていなかったり、あるいは音楽が一切使用されていなかったり、音楽がそのシーンの心情とマッチしていない作品があるなど課題点が多かった。

#### 一次審査通過作品
『Ghiaccio』『Reversal』『Black & White』『Tristesse』『CM』埼玉県立芸術総合高等学校／『カッパ巻き』埼玉県立深谷第一高等学校／『奏 -kanade-』茨城県立水戸工業高等学校 ／『ワン・ミス・オペ』埼玉県立越生高等学校／『漂泊』慶應義塾高等学校（神奈川）／『DROP OUT』東京都立新宿山吹高等学校／『燃え尽きろ』神奈川県立大磯高等学校／『ダジャレウォーズ』作新学院高等学校（栃木）／『スケッチブック』福岡県立修猷館高等学校／『下村物語　Kの軌跡/無限の可能性』『向い風』以上、埼玉県立松山高等学校／『April』開成高等学校・共栄学園高等学校（東京）／『GHOST』大阪学園大阪高等学校／『きっと誰かが』愛知県立昭和高等学校／『噂』沖縄県立開邦高等学校／『GLBI』『First Love Aain…』以上、大阪市立咲くやこの花高等学校／ 『誰かアイツを止めてくれ』秋田県立秋田高等学校／『妖精』愛知県立瑞陵高等学校／『メガレイア　落日の花』大阪市立工芸高等学校／『picture』北海道札幌南高等学校／『茶らん歩らん』名古屋市立中央高等学校昼間定時制課程／『かみさまのポスト』兵庫県立伊丹北高等学校／『夏の日』『どいはとるきじ』以上、鹿児島県立松陽高等学校／『PARALLEL ～並行する世界～』北海道旭川工業高等学校

#### 最終（二次）審査結果
＜作品賞＞
最優秀作品賞：「下村物語 Kの軌跡/無限の可能性」
優秀作品賞：「漂泊」／「ダジャレウォーズ」
SMN賞：「漂泊」／「Black & White」／「GHOST」
日本学生映画連盟賞：「誰かアイツを止めてくれ」
＜部門賞＞
[企画]　
最優秀賞： 「茶らん歩らん」
優秀賞：「漂泊」「誰かアイツを止めてくれ」／「ダジャレウォーズ」
[脚本]　
最優秀賞：「April」
優秀賞：「誰かアイツを止めてくれ」
[美術]　
最優秀賞：「メガレイア　落日の花」
優秀賞：「漂泊」
[撮影]　
最優秀賞：「漂泊」
優秀賞：「メガレイア　落日の花」／「Reversal」／「誰かアイツを止めてくれ」
[音楽]　
最優秀賞：「向い風」※音楽甲子園に出場した軽音楽部のオリジナル楽曲をドラマ化した作品
優秀賞：「茶らん歩らん」「誰かアイツを止めてくれ」「ダジャレウォーズ」
[編集]　
最優秀賞：「Black & White」
優秀賞：「下村物語　Kの軌跡/無限の可能性」／「誰かアイツを止めてくれ」
[演技]　
最優秀賞男子：「下村物語　Kの軌跡/無限の可能性」
最優秀賞女子：「ダジャレウォーズ」
優秀賞男子：「メガレイア　落日の花」
優秀賞女子：「噂」
[監督]　
最優秀賞：「夏の日」
優秀賞：「誰かアイツを止めてくれ」／「GHOST」／「誰かアイツを止めてくれ」

## 映画甲子園2011（第6回）
第6回を迎えた今回は、規定作品（環境映像）部門・自由作品部門併せて159作品が出展され、賑やかな大会となった。常連校に加え初参加の高校も10校を超えており、「映画甲子園」が映画の自主制作を行なう高校生に浸透の度合いを深めていることが窺われた。
自由作品部門の作品テーマはバラエティに富むが、今大会の作品傾向として特筆されるのは「閉塞された状況からの脱出」や「友人の（突然の）死」をテーマにした作品が多くみられたことが挙げられる。昨年の3.11の東日本大震災や長引く経済不況による社会の混迷が高校生の心理に大きく影響を与えていることが、作品を通じて強く感じられた。また特殊な傾向として「同性愛」を正面から取り上げる作品が昨年の大会に引続いて出展され、高校生の間で「友情」と「恋愛」のはざまに揺れる微妙な思春期の葛藤が素直に映像表現されているのが印象的な大会となった。
技術的な面でいえば、撮影・編集・演技の技量は全体的に上がっているが、音声の収録と音楽・効果音を使った演出については残念ながらあまり技術的な向上は見られない。校内の環境音（部活動の声・音や、机・椅子を動かす音など）でセリフがかき消されていたり、せっかくのアフレコも映像と合っていなかったり、あるいは音楽が一切使用されていなかったり、音楽がそのシーンの心情とちぐはぐであったりと、「音」についての課題は相変わらずであった。

#### 一次審査通過作品
『傘’s　friend』埼玉県立芸術総合高等学校／『学校に棲む人』埼玉県立深谷第一高等学校／『超☆チョーク戦争』神奈川県立大磯高等学校／『No.40』東京都立新宿山吹高等学校／『SARA』兵庫県立小野高等学校／『ナチュラルクラブ』愛知県立千種高等学校／『ページのはしのうさぎ』沖縄県立開邦高等学校／『REASON』鹿児島県立松陽高等学校／『ひとりごと』沖縄県立那覇国際高等学校／『ALL』埼玉県立所沢高等学校／『vibration』埼玉県立新座総合技術高等学校／『世田谷BLUESY』恵泉女学園高等学校（東京）／『KEY MAN』佐野日本大学高等学校／『小さな訪問者』『AKAPAN-MAN』宮城県仙台第一高等学校／『Judgement』福岡県立修猷館高等学校／『ナット』海陽中等教育学校

#### 最終（二次）審査結果
＜作品賞＞
最優秀作品賞：「ページのはしのうさぎ」
優秀作品賞：「ひとりごと」／「ナチュラルクラブ」
＜部門賞＞
[企画]　
最優秀賞： 「ページのはしのうさぎ」　
優秀賞：「ナチュラルクラブ」
審査員特別賞（奥田賞）：「KEY MAN」／「超☆チョーク戦争」
[脚本]　
最優秀賞：「ページのはしのうさぎ」　
優秀賞：「ALL」
[美術]　
最優秀賞：「世田谷BLUESY」　
優秀賞：「KEY MAN」
[撮影]　
最優秀賞：「ページのはしのうさぎ」　
優秀賞：「ALL」
[音楽]　
最優秀賞：「ナチュラルクラブ」　
優秀賞：「ひとりごと」
[編集]　
最優秀賞：「小さな訪問者」　
優秀賞：「傘’s　friend 」
[演技]　※今回から団体でなく個人受賞となった。
最優秀賞男子：「ページのはしのうさぎ」　岩崎透役・佐久川紫苑
最優秀賞女子：「ページのはしのうさぎ」　白石蒼役・知念みなと
優秀賞男子：「ALL」　マスター役・土屋裕太
優秀賞女子：「ナット」　明日香役・大野芽衣
[監督]　
最優秀賞：「ナチュラルクラブ」
優秀賞：「SARA」